# Travel Log
Travel-Log è il nono album di J.J. Cale, pubblicato dalla Silvertone Records nel 1990.
Travel-Log è stato il primo album da solista che Cale ha prodotto da solo, senza la produzione di Audie Ashworth. Audie ha co-scritto la traccia di apertura "Shanghaid" con Cale. Sebbene l'album abbia un tema di viaggio con titoli come "Tijuana" e "New Orleans", Cale ha insistito sul fatto che non aveva deciso di realizzare un concept album.

## Tracce
Lato A
1. Shanghaid – 2:37 (Audie Ashworth, J.J. Cale)
2. Hold on Baby – 3:02 (J.J. Cale)
3. No Time – 3:14 (J.J. Cale)
4. Lady Luck – 2:41 (J.J. Cale)
5. Disadvantage – 3:35 (Christine Lakeland, J.J. Cale, Jim Karstein, Spooner Oldham, Tim Drummond)
6. Lean on Me – 3:19 (J.J. Cale)
7. End of the Line – 3:09 (J.J. Cale)

Lato B
1. New Orleans – 2:33 (J.J. Cale)
2. Tijuana – 3:55 (J.J. Cale)
3. That Kind of Thing – 2:18 (J.J. Cale)
4. Who's Talking – 3:27 (J.J. Cale, Roger Tarczon, Tim Drummond)
5. Change Your Mind – 2:27 (J.J. Cale)
6. Humdinger – 3:24 (J.J. Cale)
7. River Boat Song – 3:07 (J.J. Cale)

## Musicisti
- J.J. Cale - chitarra, basso, voce
- Christine Lakeland - chitarra, organo, accompagnamento vocale, coro
- Spooner Oldham - tastiere
- Doug Belli - basso
- Jay Mitthauer - batteria
- Tim Drummond - batteria
- Jim Karstein - batteria, percussioni
- Jim Keltner - batteria, percussioni, organo
- James Burton - chitarra (brano: A6)
- Hoyt Axton - accompagnamento vocale, coro (brano: A6)
- "The Al Capps Orchestra"
- Al Capps - arrangiamenti